# Òmiques
Les òmiques (neologisme provinent del sufix llatí <<-oma>> que significa <<conjunt de>>) són un conjunt de tècniques basades en l'anàlisi de la totalitat o un conjunt d'un camp d'estudi gran, en comptes d'analitzar part per part. Les òmiques no tan sols determinen la totalitat de components del seu camp d'estudi sinó com l'expressió/presència/interacció de tots els seus actors varia al llarg del temps i sota condicions diverses.
Les primeres -i principals- òmiques van ser la genòmica, la transcriptòmica, la proteòmica i la metabolòmica, no obstant a mesura que es van millorant les tecnologies d'anàlisi i s'obtenen més dades aquestes es van ramificant i en neixen de noves.
Les òmiques prenen el seu nom del camp d'estudi que cobreixen:
- Genòmica: estudia el genoma, el conjunt de gens d'un organisme i la seva funció.
- Proteòmica: analitza el proteoma, el conjunt de proteïnes expressades per un organisme.[2]
- Interactòmica: estudia l'interactoma, el conjunt d'interaccions entre molècules dins un organisme.[3]
- Transcriptòmica: estudia el transcriptoma, de totes les molècules d'ARN, incloent l'ARN missatger, l'ARN ribosòmic, l'ARN de transferència i altres ARN no codificants que es produeix en un organisme o en una població de cèl·lules en un moment determinat.
- Epigenòmica: estudia l'epigenoma, els canvis epigenètics que es produeixen i activen o desactiven els gens sense canviar la seva seqüència d'ADN.[4]
- Metabolòmica: estudia el metaboloma, les molècules petites presents a un organisme o sistema biològic.
- Metagenòmica: estudia els metagenomes, gens microbians extrets directament de comunitats en mostres ambientals sense cultivar.
  - Microbiota intestinal
  - Enterotips de la microbiota humana
  - Biblioteques metagenòmiques
- Metal·lòmica: analitza el metal·loma, conjunt d'ions metàl·lics presents en un organisme.[5]
- Farmacogenòmica: investiga l'herència genètica i les variacions de l'ADN i ARN relacionades amb la resposta a medicaments.
- Glicòmica: analitza el glicoma, la identitat dels carbohidrats presents en un organisme així com els patrons de glicosilació generats per aquest.[6]
- Lipidòmica: analitza el lipidoma, totes les vies i xarxes on intervenen els lípids d'un organisme i quins són aquests.[7]

Aquestes tècniques sovint fan ús de la bioinformàtica ja que cal un processament massiu d'una quantitat molt elevada de dades.